# Jaco Louw
Pour les articles homonymes, voir Louw.
Ne doit pas être confondu avec Sarel Louw.
 (Juin 2025).
Motif : Aucune source secondaire centrée et de qualité ne permet de vérifier la notoriété de ce joueur
- Archive Wikiwix
- Bing
- Cairn
- DuckDuckGo
- E. Universalis
- Gallica
- Google
- G. Books
- G. News
- G. Scholar
- Persée
- Qwant
- (zh) Baidu
- (ru) Yandex
- (wd) trouver des œuvres sur Wikidata

| 1. | Préciser le motif de la pose du bandeau. | Précisez le motif de la pose du bandeau en utilisant la syntaxe suivante : {{admissibilité à vérifier\|date=juin 2025\|motif=remplacez ce texte par le motif}}                 |
| 2. | Informer les utilisateurs concernés.     | Pensez à avertir le créateur de l'article, par exemple, en insérant le code ci-dessous sur sa page de discussion : {{subst:avertissement admissibilité à vérifier\|Jaco Louw}} |

Pas d'image ? Cliquez ici

a Compétitions nationales et continentales officielles uniquement.

Dernière mise à jour le 17 juin 2025.
Pieter « Jaco » Louw, né le 2 septembre 1981 à Welkom (Afrique du Sud), est un joueur de rugby à XV sud-africain qui évolue au poste de pilier.
Il est le frère de Sarel Louw.